# Marstrand (slægt)
 For alternative betydninger, se Marstrand (flertydig). (Se også artikler, som begynder med Marstrand)
Slægten Marstrand føres tilbage til hytte- og proviantskriver ved Inset Kobberværk Niels Marstrand (død 1741), hvis søn, bergskriver og inkassator sammesteds Even Nicolai Marstrand (1723-1785) var fader til bager og mekaniker Nicolai Jacob Marstrand (1770-1829). Af hans børn skal nævnes tømmerhandler og brandmajor på St. Thomas, konsul Otto Jacob Marstrand (1809-1891), hvis efterslægt levede på De vestindiske Øer (siden flyttet til Danmark) og i Mellemamerika, værktøjsfabrikant Theodor Christian Marstrand (1817-1863) samt maleren Wilhelm Nicolai Marstrand (1810-1873), kaptajnløjtnant i Søetaten Osvald Julius Marstrand (1812-1849) og bageren og bryggeren Troels Caspar Daniel Marstrand (1815-1889).
Otto Jacob Marstrand (1809-1891) var far til Annie Lætitia Marstrand (1850-1933), gift med konsul Jens Svendsen (1843-1927) og mor til bryggeridirektør Jens Aage Marstrand(-Svendsen) (1880-1964). Annie Lætitia var desuden mor til Annie Dorothea Svendsen (1887-1954) gift med Guldsmed Aage Valdemar Dragsted (1886-1942).
Troels Caspar Daniel Marstrand (1815-1889) var fader til brygger, dansk vicekonsul i Vancouver Otto Marstrand (1848-1911) — hvis datter Ellen Marstrand (1883-1967) ægtede oberstløjtnant Troels Frederik Plum Troels-Smith (1871-1948) — til Julie Vilhelmine Marstrand (1850-1881), gift med højskolemanden Ernst Johannes Salomon Trier (1837-1893), til Christine Marie Marstrand (1851-1927), der ægtede fysikeren Poul la Cour (1846-1908) og til Katrine Mathilde (Ketty) Marstrand (1858-1940), gift med maleren, professor Peter Mørch Christian Zacho (1843-1913).
Ovennævnte maler Wilhelm Nicolai Marstrand (1810-1873) var fader til Julie Marstrand (1855-1937), gift med højskolemanden Morten Oxenbøll Pontoppidan (1851-1931), til Christy Anna Georgia Marstrand (1862-1936), gift med numismatikeren, direktør i A/S Atlas Hans Henrik Schou (1858-1932), og til direktør for A/S Titan Poul Frederik Marstrand (1851-1902), hvis sønner var ingeniør Vilhelm Nikolaj Marstrand (1884-1955) og arkitekterne Knud Marstrand (1886-ca. 1918) og Paul Marstrand (1895-1965).
Ovennævnte værktøjsfabrikant Theodor Christian Marstrand (1817-1863) var fader til Inger Marie Marstrand (1850-1938), gift med valgmenighedspræsten Georg Valdemar Brücker (1852-1929) og mor til Harriet Daugaard (1887-1980), arkitekten Sophus Vilhelm Marstrand (1860-1946), fabrikanten Troels Marstrand (1854-1929) og bagermester, borgmester Jacob Nicolaj Marstrand (1848-1935), der var fader til socialøkonom, pastor Even Nikolaj Marstrand (1879-1949) og billedhuggeren Julie Marstrand (1882-1943), gift med læge Niels Reinhold Blegvad og mor til arkitekten Jacob Michael Marstrand Blegvad (født 1921).